# QUaD (télescope)
Pour les articles homonymes, voir Quad.
QUEST at DASI, abrégé par l'acronoyme QUaD, est une  expérience de mesure de la polarisation gravitationnelle du fond diffus cosmologique à l'aide d'un récepteur à matrice bolométrique placé au pôle Sudmené par le consortium international DESI (Dark Energy Spectroscopic Instrument – Spectroscope de l’énergie sombre), sur une duré de cinq ans. Le projet est lancé officiellement en mai 2021. L'expérience comprend l'instrument QUEST (Q and U Extragalactic Sub-mm Telescope), qui est le nom donné au télescope et aux instruments bolométrique, auquel a été rattaché un détecteur d'interférométrie basé sur le modèle de DASI (Degree Angular Scale Interferometer).